# Eduardo Valencia
Eduardo Valencia (* 15. Mai 2002 in Maple, Ontario, Kanada) ist ein mexikanischer Eishockeyspieler, der seit 2021 im Team der Lynn University um den Titel der Amateur Athletic Union College Hockey spielt. Seine Brüder Daniel und Luis sind ebenfalls mexikanische Nationalspieler.

## Karriere
Eduardo Valencia spielt seit Aufnahme eines Studiums 2021 im Team der Lynn University um den Titel der Amateur Athletic Union College Hockey.

### International
Im Juniorenbereich spielte Valencia für Mexiko bei der U18-Weltmeisterschaft der Division III 2017 sowie der U20-Weltmeisterschaft der Division III 2022, als der Aufstieg in die Division II gelang.
Mit der Herren-Nationalmannschaft seines Landes nahm Valencia erstmals an der Weltmeisterschaft der Division II 2023 teil.

## Erfolge und Auszeichnungen
- 2017 Aufstieg in die Division III, Gruppe A, bei der U18-Weltmeisterschaft der Division III, Gruppe B
- 2022 Aufstieg in die Division II, Gruppe B, bei der U20-Weltmeisterschaft der Division III